# 이 연애는 불가항력
《이 연애는 불가항력》은 2023년 8월 23일부터 2023년 10월 12일까지 방송된 JTBC 수목 드라마다.

## 프로그램 소개
3백여 년 전 철저히 봉인되었던 금서를 얻게 된 말단 공무원 이홍조와 그 금서의 희생양이 된 변호사 장신유의 불가항력적 로맨스

## 제작진

### 제작사
- SLL
- 씨제스 스튜디오

### 극본
- 노지설 : 도서 《깜근이 엄마(울지마 영원히 네 편이 되어줄게)》(집필), 만화 《깜근이 엄마》(집필), 도서 《내겐 너무 사랑스러운 그녀 1》(집필), 도서 《내겐 너무 사랑스러운 그녀 2》(집필), 도서 《백일의 낭군님 1》(집필), 도서 《백일의 낭군님 2》(집필), 드라마 《사랑해도 될까요?》(집필), SBS 특집 드라마 《깜근이 엄마》(집필), SBS 월화 드라마 《닥터 챔프》(집필), SBS 수목 드라마 《내겐 너무 사랑스러운 그녀》(집필), tvN 월화 드라마 《백일의 낭군님》(집필) 집필

### 연출
- 남기훈 : MBC 드라마넷 《나의 유감스러운 남자친구》(연출), tvN 월화 드라마 《피리 부는 사나이》(PD), 네이버TV 《매칭! 소년 양궁부》(연출), OCN 《터널》(공동 연출), OCN 《그남자 오수》(연출), JTBC 월화 드라마 《뷰티 인사이드》(공동 연출), OCN 《보이스 3》(연출), TV조선 주간 드라마 《레버리지: 사기조작단》(연출), tvN 수목 드라마 《오 마이 베이비》(연출) 연출

## 등장 인물

### 주요 인물
- 조보아 : 이홍조 (29세) / 앵초 역 (아역 이설아) - 온주시청 녹지과 일반행정직 9급 공무원, 나연의 고등학교 동창. 신유의 아내
- 로운 : 장신유 (33세) / 장무진 역 - 온주시청 법률자문관, 변호사. 욱의 친구. 세헌과 윤주의 아들. 장현감의 아들. 홍조의 남편
- 하준 : 권재경 (35세) / 석하 역 - 정책보좌관 겸 실세. 신유의 대학 선배. 전생에 무관이자 무진의 동료.
- 유라 : 윤나연 (29세) 역 - 인테리어 디자이너, 학영의 딸. 홍조의 고등학교 동창. 신유의 전 여친. 현서의 내연녀.

### 홍조의 시청 사람들
- 박경혜 : 손새별 (29세) 역 - 녹지과 8급, 녹지직.
- 미람 : 유수정 (32세) 역 - 녹지과 7급, 녹지직. 온주 시청의 대표 빠꼼이.
- 임현수 : 박기동 (32세) 역 - 법무팀 주무관, 7급.
- 이봉련 : 마은영 (47세) 역 - 녹지과 과장, 5급.
- 미상: 마은영의 민원처리에 앙심을 품은 시민 역
- 현봉식 : 공서구 (48세) 역 - 환경녹지과 팀장, 6급.
- 유순웅 : 오삼식 (70대) 역 - 공공근로자, 우람의 할아버지.
- 박재준 : 오우람 (9세) 역 - 삼식의 손자
- 송재룡 : 시청 앞에서 시위하는 남자 역
- 왕지혜 : 차승연 역 - 온주시청 직원

### 홍조의 사람들
- 이용녀: 용 할매 역 - 앵초를 살려준 인물, 무당.
- 김혜옥 : 은월 (70대) 역 - 무당
- 황보라 : 정민 역 - 홍조의 전 직장 동료
- 백승희 : 정 소의 역 - 왕의 후궁, 앵초에게 세자의 저주를 지시한 인물.

### 신유의 사람들
- 이필모 : 장세헌 (55세) 역 - 바우건설 회장, 신유의 아버지. 윤주의 남편.
- 정혜영 : 송윤주 (40살 같은 53세) 역 - 신유의 어머니, 세헌의 아내. 배우 출신.
- 이태리 : 김욱 (33세) 역 - 로앤하이 변호사, 신유의 고등학교 동창이자 절친.
- 미상: 무진의 아버지 역 - 현감, 무진의 아버지.
- 정동근 : 신유의 상대편 검사 역

### 헬로의 사람들
- 윤정훈 : 헬로(도민훈) 역
- 김도연 : 헬로 모 역
- 최홍일 : 헬로 부 역

### 특별 출연
- 윤계상 : 로앤하이 대표 역
- 김기두 : 관리소장 역
- 김지석 : 박주원 역
- 박병은 : 왕 역

### 나연의 사람들
- 김권 : 이현서 역 - 하움건설 대표, 나연의 내연남.
- 송영규: 윤학영 역 - 온주시청 시장, 나연의 아버지.

### 기타 인물
- 미상: 경찰 역
- 미상: 부제학 여식 역
- 박정언: 클라이언트.
- 조효제
- 전은미:조 상궁
- 미상: 세자 역 - 왕의 아들
- 윤복성
- 박진영
- 안상우 : 나중범 (41세) / 술사 역 - 그린조경화원 사장.

## OST
- Part.1 박원 - It's You (2023.08.24 발매)
- Part.2 훈정양 - 나일 수 있도록 (2023.08.30 발매)
- Part.3 재만 (JAEMAN) - I'll Hold You Tight (2023.08.31 발매)
- Part.4 정효빈 - 내게 스며든 (2023.09.06 발매)
- Part.5 서기 - Destiny (2023.09.07.발매)
- Part.6 노을 - 그 사람이 너야 (2023.09.14 발매)
- Part.7 린 - I'll Always Be With You (2023.09.20 발매)
- Part.8 보라미유 - 깜짝미! (2023.09.28 발매)
- Part.9 린 - 우린 서로 사랑하고 (2023.10.05 발매)

## 참고 사항
- 조보아, 이태리, 송영규는 2020년에 방송된 tvN 수목 드라마 《구미호뎐》 이후로 2년 8개월 만에 재회하였다.
- 조보아, 안상우는 2020년에 방송된 KBS2 수목 드라마 《포레스트》 이후로 3년 7개월 만에 재회하였다.
- 로운, 이태리는 2019년에 방송된 MBC 수목 드라마 《어쩌다 발견한 하루》 이후 3년 10개월 만에 재회하였다.
- 조보아, 정혜영은 2018년에 방송된 MBC 주말 드라마 《이별이 떠났다》 이후로 5년 5개월 만에 재회하였다.
- 로운, 안상우는 2018년에 방송된 SBS 월화 드라마 《여우각시별》 이후로 4년 10개월 만에 재회하였다.
- 조보아, 박경혜는 2019년에 방송된 SBS 월화 드라마 《복수가 돌아왔다》 이후로 4년 8개월 만에 재회하였다.
- 로운, 이필모은 2021년에 방송된 KBS 2TV 월화 드라마 《연모》 이후 1년 8개월 만에 재회하였다.
- 조보아, 송영규는 2017년에 방송된 SBS 월화 드라마 《사랑의 온도》 이후로 5년 11개월 만에 재회하였다.
- 이태리, 남기훈 PD는 2018년에 방송된 JTBC 월화 드라마 《뷰티 인사이드》 이후로 4년 10개월 만에 재회하였다.